# Валент Фессалонікійський
Валент (повна форма імені невідома, пом. прибл. 261 р. лат. Valens) – римський імператор, один з Тридцяти тиранів.
Свідчень про цю особу зберіглось дуже мало. Відомо, що він був правителем провінції Ахаї і, можливо, Македонії при імператорі Галлієні. Коли узурпатори Макріани відправились на Захід для боротьби з Галлієном (прибл. 261 р.), вони були вимушені мати справу з лояльними до імператора людьми – зокрема, Валентом. Як свідчить «Історія Августів», Макріан Старший вислав проти Валента Пізона (більшість сучасник дослідників вважають, що останній – вигадана історична постать) . У відповідь війська, якими керував Валент, проголосили його імператором (також приблизно в 261 році). Трапилось це або в Македонії , або в Фессалоніках (так як Амміан Марцеллін називає Валента «Фессалонікійським», хоча «Історія Августів» приписує це прізвисько Пізону ). «Історія Августів» повідомляє, що Валент направив вбивць до Пізона, які вбили його. Однак, незадовго після цього Валент був вбитий своїми солдатами з невідомих причин. Також невідомо, що саме змусило Валента стати узурпатором – вимушена необхідність чи надія на отримання влади. Нумізматичних підтверджень його правління поки не знайдено. 
Можливо, він був племінником Валента Старшего, доля якого в багато чому схожа на його власну.